# Садове (Василівський район)
Садо́ве —  село в Україні, у Роздольській сільській громаді Василівського району Запорізької області. Населення становить 134 особи. До 2017 року орган місцевого самоврядування — Любимівська сільська рада.

## Географія
Село Садове розташоване за 72 км від обласного центру та 16 км від районного центру. Найближчі сусідні села:  Любимівка та Трудовик (за 1,5 км). Неподалік пролягає залізнична лінія Запоріжжя I — Федорівка, пасажирський залізничний зупинний пункт Платформа 1167 км за 1,5 км.

## Населення

### Мова
Розподіл населення за рідною мовою за даними перепису 2001 року:
| Мова       | Кількість | Відсоток |
| ---------- | --------- | -------- |
| українська | 119       | 88.81%   |
| російська  | 15        | 11.19%   |
| Усього     | 134       | 100%     |

## Історія
Село засноване 1921 року.
22 листопада 2017 року, в ході децентралізації, Любимівська сільська рада об'єднана з іншими радами в Роздольську сільську громаду Михайлівського району.
12 червня 2020 року, відповідно до розпорядження Кабінету Міністрів України № 713-р «Про визначення адміністративних центрів та затвердження територій територіальних громад Запорізької області», затверджено склад Роздольської сільської громади.
19 липня 2020 року, в результаті адміністративно-територіальної реформи та ліквідації Михайлівського району, село увійшло до складу Василівського району.